# ERP (シンガポール)

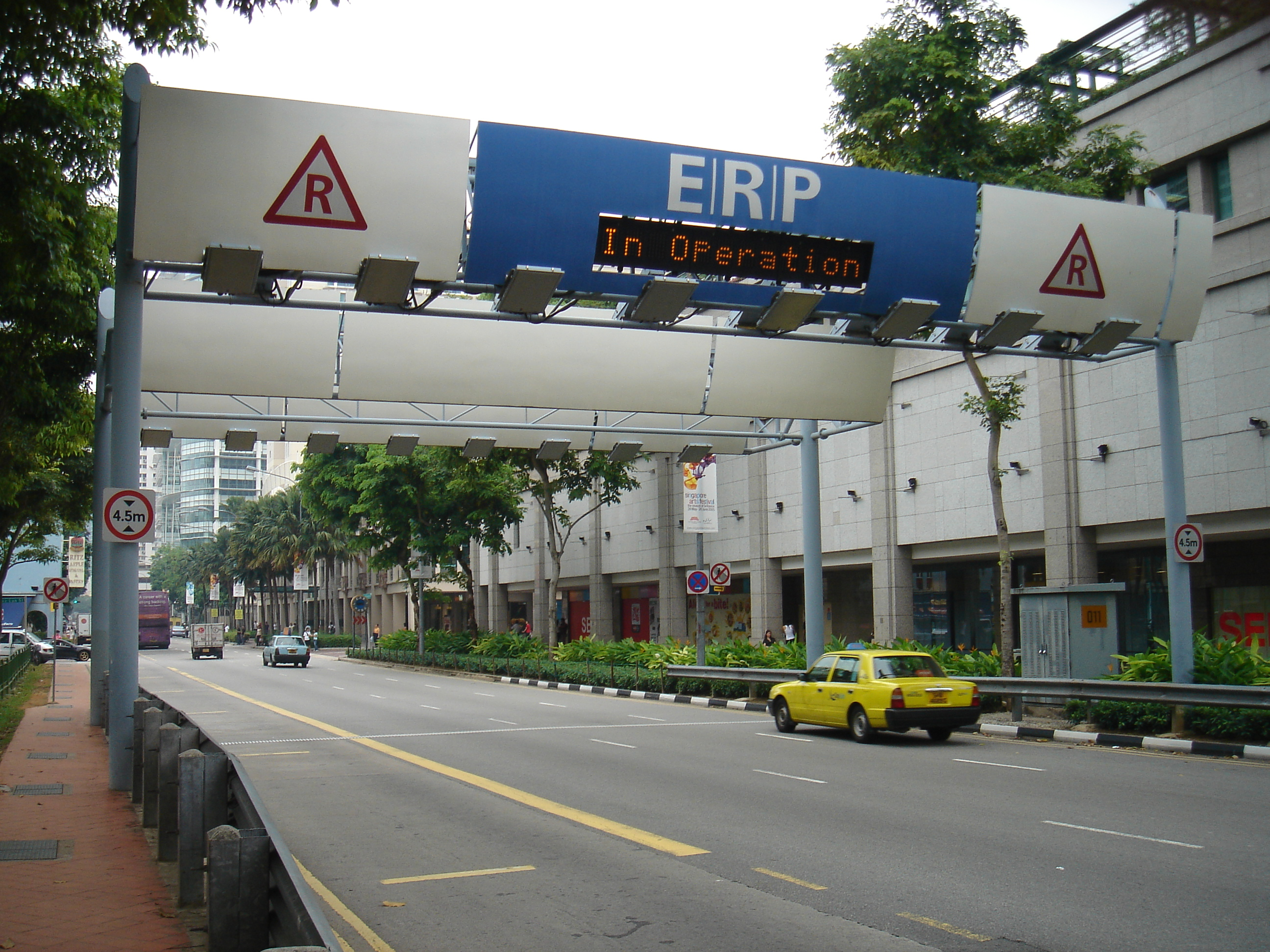
ブギス・ジャンクション周辺

ERP(英語：Electronic Road Pricing)はシンガポールの市街地にて、道路の通行料金を徴収する電子道路課金制度である。車に搭載する車載器と道路上に設置されたゲートが通信を行い自動的に料金を徴収される。日本の高速道路に設置されているETCと同じようなシステム。三菱重工業が1995年に開発した。

## 概要
シンガポールは人口密度が非常に高いため、市街地などの交通渋滞を解消するために行われている。ERPが設置される前も通行料金を徴収していた。それらの道路課金制度はALS(Area Licensing System)とRPS(Road Pricing System)と呼ばれ、通行許可証を制限区域の手前にある売店やコンビニエンスストア・ガソリンスタンドで購入するシステムであった。それに変わり、ERPは1998年9月1日から導入され、今までとは違い自動的に料金を徴収されるようになった。
また、以前は一度許可証を購入すれば、1日の間にどれだけ制限区域に乗り入れようとも料金は一定であったが、ERPが導入されてからは制限区域に乗り入れるたびに課金される。ERPの年間収入は近年は20億シンガポールドルを上回るといわれる。
また、徴収料金の変更が容易になったことから、制限区域内の通行量（厳密に言うと通行速度）が多いときには料金を高く、逆に通行量が少ないときには通行料が安くなるように設定された。2016年にはISILによるテロ活動の活発化などを受けて、テロ対策強化の一環としてERPのデータを活用することを発表した。

## 罰金
当初は70S$の罰金があったが、ほとんどの罰金者はカードへの入金忘れであり、それに対して70S$の罰金には不満があった。それにより、入金忘れの場合は手数料と不足分のみの請求になり、車載器が設置されていない場合のみ70S$の罰金に変更された。